# Lambulodes bimaculata
Lambulodes bimaculata är en fjärilsart som beskrevs av Rothschild 1912. Lambulodes bimaculata ingår i släktet Lambulodes och familjen björnspinnare. Inga underarter finns listade i Catalogue of Life.